# Hamburger Sport-Verein 2025-2026
Questa voce raccoglie le informazioni riguardanti l'Hamburger Sport-Verein nelle competizioni ufficiali della stagione 2025-2026.

## Divise e sponsor
Il fornitore tecnico per la stagione 2025-2026 è Adidas.
| Casa | Trasferta | Terza divisa |

## Rosa
Rosa e numerazione sono aggiornati al 16 agosto 2025.
| N. |                       | Ruolo | Calciatore                    |
| -- | --------------------- | ----- | ----------------------------- |
| 1  | Portogallo (bandiera) | P     | Daniel Heuer Fernandes        |
| 2  | Francia (bandiera)    | D     | William Mikelbrencis          |
| 3  | Germania (bandiera)   | D     | Noah Katterbach               |
| 4  | Germania (bandiera)   | D     | Sebastian Schonlau            |
| 7  | Francia (bandiera)    | A     | Jean-Luc Dompé                |
| 8  | Germania (bandiera)   | D     | Daniel Elfadli                |
| 9  | Germania (bandiera)   | A     | Robert Glatzel                |
| 10 | Suriname (bandiera)   | C     | Immanuel Pherai               |
| 11 | Ghana (bandiera)      | A     | Ransford-Yeboah Königsdörffer |
| 13 | Portogallo (bandiera) | D     | Guilherme Ramos               |
| 14 | Francia (bandiera)    | A     | Rayan Philippe                |
| 15 | Danimarca (bandiera)  | A     | Yussuf Poulsen ()             |
| 16 | Georgia (bandiera)    | D     | Giorgi Gocholeishvili         |
| 17 | Comore (bandiera)     | D     | Warmed Omari                  |
| 18 | Gambia (bandiera)     | C     | Bakery Jatta                  |
| 21 | Germania (bandiera)   | C     | Nicolai Remberg               |

| N. |                      | Ruolo | Calciatore                 |
| -- | -------------------- | ----- | -------------------------- |
| 22 | Francia (bandiera)   | D     | Aboubaka Soumahoro         |
| 23 | Germania (bandiera)  | C     | Jonas Meffert              |
| 24 | Argentina (bandiera) | C     | Nicolás Capaldo            |
| 25 | Nigeria (bandiera)   | D     | Jordan Torunarigha         |
| 26 | Israele (bandiera)   | P     | Daniel Peretz              |
| 28 | Svizzera (bandiera)  | D     | Miro Muheim                |
| 29 | Kosovo (bandiera)    | A     | Emir Sahiti                |
| 30 | Svizzera (bandiera)  | D     | Silvan Hefti               |
| 38 | Norvegia (bandiera)  | A     | Alexander Røssing-Lelesiit |
| 39 | Germania (bandiera)  | D     | Joel Agyekum               |
| 40 | Germania (bandiera)  | P     | Hannes Hermann             |
| 41 | Germania (bandiera)  | P     | Fernando Dickes            |
| 45 | Germania (bandiera)  | A     | Fabio Baldé                |
| 49 | Germania (bandiera)  | A     | Otto Stange                |

## Calciomercato

### Sessione estiva(dall'1/7 all'1/9)
| Acquisti         | Acquisti         | Acquisti         | Acquisti         |
| R.               | Nome             | da               | Modalità         |
| Altre operazioni | Altre operazioni | Altre operazioni | Altre operazioni |
| R.               | Nome             | da               | Modalità         |
| ---------------- | ---------------- | ---------------- | ---------------- |

| Cessioni | Cessioni | Cessioni | Cessioni |
| R.       | Nome     | a        | Modalità |
| Acquisti | Acquisti | Acquisti | Acquisti |
| R.       | Nome     | da       | Modalità |
| -------- | -------- | -------- | -------- |

### Sessione invernale(dal 2/1 all'1/2)
| Acquisti         | Acquisti         | Acquisti         | Acquisti         |
| R.               | Nome             | da               | Modalità         |
| Altre operazioni | Altre operazioni | Altre operazioni | Altre operazioni |
| R.               | Nome             | da               | Modalità         |
| ---------------- | ---------------- | ---------------- | ---------------- |

| Cessioni | Cessioni | Cessioni | Cessioni |
| R.       | Nome     | a        | Modalità |
| Acquisti | Acquisti | Acquisti | Acquisti |
| R.       | Nome     | da       | Modalità |
| -------- | -------- | -------- | -------- |

## Risultati

### Coppa di Germania
| Arbitro: | Gansloweit (Husen) |

|            |           |                                |
| Griess 52’ | Marcatori | 90+2’ Ramos 100’ Königsdörffer |

## Statistiche

### Statistiche di squadra
| Competizione      | Punti | In casa | In casa | In casa | In casa | In casa | In casa | In trasferta | In trasferta | In trasferta | In trasferta | In trasferta | In trasferta | Totale | Totale | Totale | Totale | Totale | Totale | DR |
| Competizione      | Punti | G       | V       | N       | P       | Gf      | Gs      | G            | V            | N            | P            | Gf           | Gs           | G      | V      | N      | P      | Gf     | Gs     | DR |
| ----------------- | ----- | ------- | ------- | ------- | ------- | ------- | ------- | ------------ | ------------ | ------------ | ------------ | ------------ | ------------ | ------ | ------ | ------ | ------ | ------ | ------ | -- |
| Bundesliga        | -     |         |         |         |         |         |         |              |              |              |              |              |              |        |        |        |        |        |        |    |
| Coppa di Germania | -     |         |         |         |         |         |         | 1            | 1            | 0            | 0            | 2            | 1            | 1      | 1      | 0      | 0      | 2      | 1      | +1 |
| Totale            | -     |         |         |         |         |         |         | 1            | 1            | 0            | 0            | 2            | 1            | 1      | 1      | 0      | 0      | 2      | 1      | +1 |

### Andamento in campionato
| Giornata  | 1 | 2 | 3 | 4 | 5 | 6 | 7 | 8 | 9 | 10 | 11 | 12 | 13 | 14 | 15 | 16 | 17 | 18 | 19 | 20 | 21 | 22 | 23 | 24 | 25 | 26 | 27 | 28 | 29 | 30 | 31 | 32 | 33 | 34 |
| --------- | - | - | - | - | - | - | - | - | - | -- | -- | -- | -- | -- | -- | -- | -- | -- | -- | -- | -- | -- | -- | -- | -- | -- | -- | -- | -- | -- | -- | -- | -- | -- |
| Luogo     |   |   |   |   |   |   |   |   |   |    |    |    |    |    |    |    |    |    |    |    |    |    |    |    |    |    |    |    |    |    |    |    |    |    |
| Risultato |   |   |   |   |   |   |   |   |   |    |    |    |    |    |    |    |    |    |    |    |    |    |    |    |    |    |    |    |    |    |    |    |    |    |
| Posizione |   |   |   |   |   |   |   |   |   |    |    |    |    |    |    |    |    |    |    |    |    |    |    |    |    |    |    |    |    |    |    |    |    |    |

Legenda:

Luogo: C = Casa; T = Trasferta. Risultato: V = Vittoria; N = Pareggio; P = Sconfitta.